# Speedy (Sänger)
Speedy; eigentlich Juan Antonio Órtiz García (* 10. September 1979 in Puerto Rico) ist ein Reggaeton-Sänger.

## Leben
Bereits 1998 veröffentlichte Speedy sein erstes Album in Puerto Rico. Sein Album Nueva Generación wurde von Universal weltweit veröffentlicht.
Seine Single Sientelo, bei der Lumidee mitwirkte, gehörte im Jahr 2005 neben Daddy Yankees Song Gasolina zu den Songs, die das Genre Reggaeton in Deutschland populär machten. Sientelo basiert auf dem Song Sandunguero von DJ Blass aus dem Jahr 2001 und ist mit Top-10-Platzierungen in der Schweiz, Belgien etc. und auch in Deutschland mit Platz 13 ein großer Charterfolg gewesen.
Er arbeitete auch mit Künstlern wie Plan B, Daddy Yankee und Lito & Polaco. Speedy veröffentlichte 2008 sein erstes Mixtape Mazacote: The Mixtape Gold Edition Vol.1 über das Label Yoko-Joe Records.

## Diskografie

### Studioalben
- 2001: Haciendo El Amor Con La Ropa
- 2003: Dando Cocotazos
- 2005: Nueva Generación
- 2008: From PR 2 TR
- 2012: Ayer y hoy

### Mixtapes
- 2008: Mazacote: The Mixtape Gold Edition vol.1

### Singles
- 2003: Rosa
- 2004: Te Quiero Mi Yal
- 2004: Siéntelo (Remix) (feat. Lumidee)
- 2005: Hora De Baile (feat. Genio Killa)
- 2005: Hagamos El Amor Con La Ropa
- 2006: Vamo Alla (feat. Blade Pacino, Great Kilo)
- 2006: Los Gargolas del Escuadrón (Gargolas 2)
- 2007: Suavemente (Remix) (feat. Elvis Crespo)
- 2008: Sexo Quieren Tener
- 2011: Yales Danzan (DJ Joe Fatal Fantassy)

## Auszeichnungen für Musikverkäufe
| Silberne Schallplatte - Frankreich - 2004: für die Single Sientelo |

Anmerkung: Auszeichnungen in Ländern aus den Charttabellen bzw. Chartboxen sind in ebendiesen zu finden.
| Land/RegionAuszeichnungen für Musikverkäufe (Land/Region, Auszeichnungen, Verkäufe, Quellen) | Silber  | Gold | Platin | Verkäufe | Quellen     |
| -------------------------------------------------------------------------------------------- | ------- | ---- | ------ | -------- | ----------- |
| Frankreich (SNEP)                                                                            | Silber1 | —    | —      | 125.000  | infodisc.fr |
| Insgesamt                                                                                    | Silber1 | —    | —      |          |             |